# John Falb

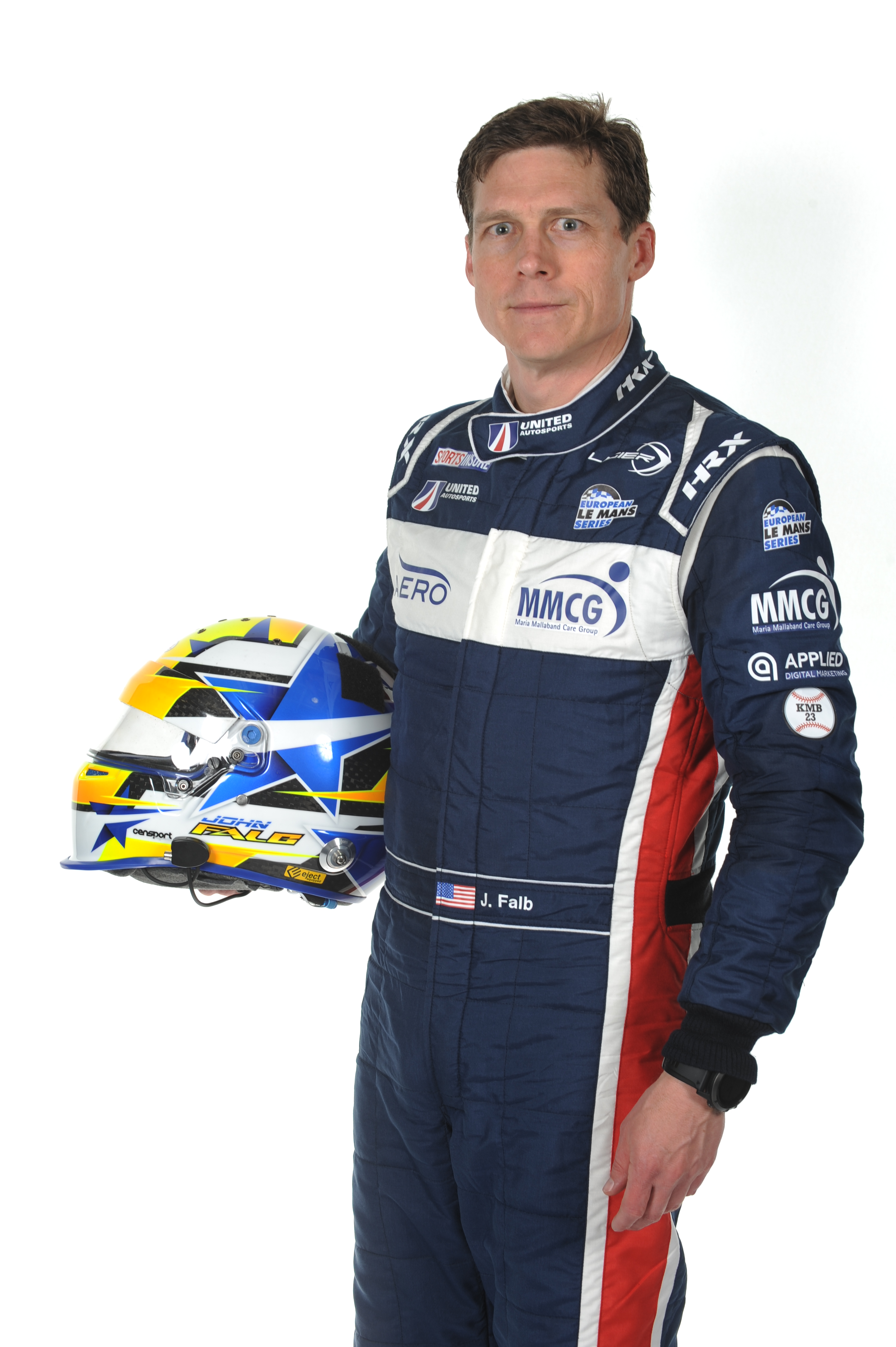
John Falb 2017

John Falb (* 13. Dezember 1971 in Dallas) ist ein US-amerikanischer Autorennfahrer.

## Karriere als Rennfahrer
John Falb begann seine Karriere zu Beginn der 2010er-Jahre im nordamerikanischen GT- und Sportwagensport. Er wurde 2014 Vierter in der IMSA Cooper Tires Prototype Lites Series, fuhr in der IMSA WeatherTech SportsCar Championship und kam 2016 nach Europa, um an den Rennen der European Le Mans Series teilzunehmen. 2017 gewann er gemeinsam mit Sean Rayhall im United-Autosports-Ligier JS P3 die LMP3-Klasse dieser Rennserie. Ein weiterer Meisterschaftserfolg war der dritte Endrang der LMP2-Klasse der Asian Le Mans Series 2021.
John Falb gab 2019 sein Debüt beim 24-Stunden-Rennen von Le Mans, wo der elfte Gesamtrang 2020 sein bisher bestes Ergebnis im Schlussklassement war. 

## Statistik

### Le-Mans-Ergebnisse
| Jahr | Team               | Fahrzeug | Teamkollege      | Teamkollege              | Platzierung | Ausfallgrund |
| ---- | ------------------ | -------- | ---------------- | ------------------------ | ----------- | ------------ |
| 2019 | Algarve Pro Racing | Oreca 07 | Andrea Pizzitola | David Zollinger          | Rang 15     |              |
| 2020 | Algarve Pro Racing | Oreca 07 | Simon Trummer    | Matt McMurry             | Rang 11     |              |
| 2021 | G-Drive Racing     | Aurus 01 | Rui Andrade      | Roberto Merhi            | Ausfall     | Unfall       |
| 2022 | Algarve Pro Racing | Oreca 07 | Sophia Flörsch   | Jack Aitken              | Rang 25     |              |
| 2024 | Duqueine Team      | Oreca 07 | James Allen      | Jean-Baptiste Simmenauer | Ausfall     | Motorschaden |

### Einzelergebnisse in der FIA-Langstrecken-Weltmeisterschaft
| Saison  | Team               | Rennwagen | 1   | 2   | 3   | 4   | 5   | 6   | 7   | 8   |
| ------- | ------------------ | --------- | --- | --- | --- | --- | --- | --- | --- | --- |
| 2018/19 | Algarve Pro Racing | Oreca 07  | SPA | LEM | SIL | FUJ | SHA | SEB | SPA | LEM |
| 2018/19 | Algarve Pro Racing | Oreca 07  |     |     |     |     | 15  |     |     |     |
| 2019/20 | Algarve Pro Racing | Oreca 07  | SIL | FUJ | SHA | BAH | AUS | SPA | LEM | BAH |
| 2019/20 | Algarve Pro Racing | Oreca 07  |     |     |     | 11  |     |     |     |     |
| 2021    | G-Drive Racing     | Aurus 01  | SPA | POR | MON | LEM | BAH | BAH |     |     |
| 2021    | G-Drive Racing     | Aurus 01  | 13  |     |     | DNF |     |     |     |     |
| 2022    | Algarve Pro Racing | Oreca 07  | SEB | SPA | LEM | MON | FUJ | BAH |     |     |
| 2022    | Algarve Pro Racing | Oreca 07  | 25  |     |     |     |     |     |     |     |
| 2024    | Duqueine Team      | Oreca 07  | KAT | IMO | SPA | LEM | SAO | AUS | FUJ | BAH |
| 2024    | Duqueine Team      | Oreca 07  | DNF |     |     |     |     |     |     |     |